# Ramhusen
Ramhusen là một đô thị thuộc huyện Dithmarschen, trong bang Schleswig-Holstein, nước Đức. Đô thị Ramhusen có diện tích 4,8 km², dân số thời điểm 31 tháng 12 năm 2006 là 156 người.